# Fabiana (namn)

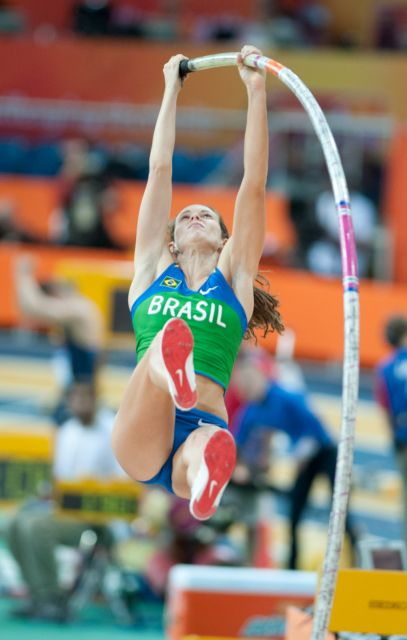
Fabiana Murer, 2010

Fabiana är ett latinskt namn som är bildat av det romerska släktnamnet Fabius som betyder en som kommer från staden Fabiae. En annan tolkning är att namnet är bildat av ordet faba som betyder böna.
Den 31 december 2014 fanns det totalt 73 kvinnor folkbokförda i Sverige med namnet Fabiana, varav 54 bar det som tilltalsnamn.
Namnsdag: saknas

## Personer med namnet Fabiana
- Fabiana Murer, brasiliansk friidrottare
- Fabiana da Silva Simões, brasiliansk fotbollsspelare